# Ментална обољења у верским заједницама
Ментална обољења у верским заједницама посебан је облик менталних поремећаја којима се поред психијатрије и психологије бави и посебна област социологије менталних поремећаја, међу припадницима различитих верских заједница. При овим разматрањима остаје по страни питање, да ли су ови психички поремећаји последица духа религиозности и верске заједнице, или социјалног положаја религијске заједнице, или неког другог чиниоца везаног за живот верника.

## Основни појмови
Ментално здравље, дефинише се на различите начине од стране научника, филозофа и теолога који припадају различитим културама и верским заједницама. 
Концепт менталног здравља укључује, између осталог, субјективно благостање, доживљај сопствене ефикасности, аутономију, способност, интергенерацијски везаност и примену сопствених интелектуалних и емоционалних потенцијала.
Скоро је немогуће свеобухватно дефинисати ментално здравље са културалне и верске перспективе. Ипак, опште је прихваћен став, да је ментално здравље знатно шири појам од одсуства менталних поремећаја.
Тако постаје све јасније да ментално функционисање има физиолошку основу и да је нераскидиво повезано са соматским и социјалним функционисањем као и стањем укупног здравља.
Разумевање менталног здравља, и шире, менталног функционисања, важно је зато што ствара основу за комплетније разумевање развоја менталних поремећаја и поремећаја понашања.

## Епидемиологија
Према истраживањима Халпхена из 1931. године, утврђено је да су ендогене психоза (схизофренија пре свега) највише заступљена међу Јеврејима. Док су психозе, које настају као последица органских промена или зависности од алкохола процентуално најзаступљеније међу муслиманима. Свих осталих психоза, било је до данас, највише међу хришћанима.
Болести зависности су различито заступљене у појединим верским заједницама. Тако Ислам забрањује конзумирање алкохола, Јудаизам га ограничава, а Хришћанство је према алкохолизму најтолерантније, што има утицаја на распрострањеност алкохолизма као болести у хришћанској (католичкој и правоиславној) култури. Алкохолизма у сеоским заједницама муслиманских земаља, практично не постоји, изузев у њиховим метрополама, где је муслиманско становништво у контакту са утицајима који долазе из других социјалних и религиозних средина. 
Према резултатима неких од познатих студијама (из 1958 године) најмање ментално оболелих било је међу протестантима. Католици су били пропорционално подједнако заступљени међу ментално оболелим, у просеку као и у здравој популацији (али ипак знатно више међу алкохоличарима и епилептичарима). Код Јевреја пропорционално више испитаницика било је са анксиозним поремећајима и афективним обољењима.
Диркем је утврдио да су Јевреји склонији самоубиству од протестаната, док су и једни и други више склони од католика, док су католици насупрот Јеврејима и протестантима, склонији агресивном реаговању. На простору бивше Југославије, Петровић Р. (1990) утврдила је супротно и нашла већу стопу самоубистава у Словенији, Славонији и деловима бивше Југославије коју настањују претежно католици. Међутим, анализа стопе самоубистава у Војводини указује да је она подједнако висока и код православног становништва. 
Кад је реч о самоубиствима пшодаци из литературе говоре о томе да је хришћанска религија осуђивала самоубице још од 5. века н.е. тј. од времена Светог Августина, који је тврдио да убиство и самоубиство представља исти грех. Сличан став према самоубиствима има и ислам.
Једно од релативно новијих истраживања показало је да је заступљеност опсесивно-компулсивних поремећаја у Сједињеним Америчким Државама виша међу религиозним (нарочито међу протестантима и другим хришћанима, некатолицима). Колико су оваква истраживања супротстављена и неподударна говоре резултати једног сличног испитивања урађеног у Великој Британији, које указује на један други фасктор. Наиме у њему се показало да су припадници Мојсијеве вере најчешће, чак у 40% случајева, тражили помоћ психијатра, док су протестанти то чинили тек у 22,7% укупог протестантског становништва, а католици само у 11,2% случајева, што нема сумње утиче на резултате истраживања везано за присуство менталних поремећаја у одређеним конфесијама.
У једној од чувених студија „Duke Epidemiologic Catsch Study“ спроведеној у Сједињеним Америчким Државама, показало је да међу Јеврејима има највише депресивних обољења, као и међу верницима пентакосталне цркве (чак три пута више у односу на њихову зас тупљеност у здравој популацији). Засигурно се зна да је број регистрованих менталних обољења код припадника одређене конфесије зависи и од броја верника одређене конфесије који се обрате психијатру за помоћ, а у том погледу Јевреији су најзаступљенији. 
Како истраживањима менталног здравља уопште, социјална психијатрија није подједнако обухватила све верске заједнице, бројни резлтати се не могу сматрати валидним. Јер како наводи Gallagher B. 2002., истраживачи су се углавном интересовали за утицај верујућих из осам верских заједница (католици, протестанти, Мормони, унијати, Јевреји, хиндуси, будисти и муслимани) на њихово ментално здравље, што вероватно специфично утиче и на валидност резултата истраживаних релација.
| „ | Занимљиво је поменути да нарочито позитиван став према психотерапији имају Јевреји, а пропорционално највише Јевреја је управо не случајно и међу психотерапеутима, али и међу образованијим и богатијим уопште. Тако питање, који је од социјалних фактора утиче на то да је више психичких поремећаја међу њима, тј. који од њих је кључан за чињеницу да се Јевреји сразмерно чешће обраћају и психијатру и психотерапеуту у поређењу са представницима других конфесија, остаје отворено. | ” |

## Етиологија
Етиолошки фактори менталних обољења у верским заједницама следе био-психо-социјалне принцип где базична и генетска истраживања дају све више одговора на давно постављена питања о етиологији тих поремећаја. Међутим још увек је доминантан став да услови присутни током развојног периода појединих верских заједница и социјална средина која је владала у одређеном периоду опредељују коначан исход формирања и функционисања здраве личности као и појаве менталних обољења у тој зајеници. Ниједна социјална група унутар верске заједнице или појединац нису имуни на менталне поремећаје, али је ризик од нарушавања менталног здравља већи међу сиромашним, незапосленим верницима и особама ниског образовног статуса, као и међу жртвама насиља, мигрантима и избеглицама, децом и адолесцентима, злостављаним женама и старим лицима унутар једне верске заједнице.
Магијско мишљење препознали су психоаналитичари у свим врстама регресивног понашања које прати теже психичке поремећаје, али и у мишљењу припадника тзв. примитивних племена, које је још Фројд (1976) детаљно описао у делу „Тотем и табу“. Магијско мишљење постоји вероватно откако постоји човек, па је и данас видљиво у културама са тзв. паганским веровањем, али и у животу људи у развијеним цивилизацијама у којима преовлађују велике монотеистичке религије (хришћанство, ислам, будизам и сл.).

## Психотерапија менталних обољења у верским заједницама
У свим културама кроз историју развоја цивилизације и вере постојале су активности за очување менталног здравља друштва и њене верске заједнице и спречавања менталних болести. Та активност је била заступљена какао у верским обичајима тако и у основним тековинама које су се огледале кроз уређење друштва и њене религије. 
Религијска уверења као фактор заштите менталног здравља делују на више начина: преко моралних препрека и забрана; стварања циља и наде у живот човека; развијања мање непријатељских осећања и агресивности; уверења о штетности коришћења алкохола или дрога; редукцијом отуђености и јачањем социјалних веза, и осећања одговорности према породици, итд.
Први писани историјски извори из месопотамија говоре о улози свештеника у нези душевно оболелих, док су лекари у овој улози описани у Ајурведским списима старе Индије. 
Однос друштва према менталним поремећајима био је под утицајем одређеног степена развоја научних сазнања, али и под утицајем либералних тековина, насупрот догми, религији и празноверју, развијаном од магијског и емпиријског концепта, окрутног и нецивилизацијског, преко античког Хипократовог холистичког сагледавања тела и душе, Галенове медицине, која прихвата хуману стоичку етику, до концепта психосоматике Франца Александера (Franz Alexander 1891—1964).
Средњовековна медицина у доба Византије и Римског царства налазила се под утицајем верског канонског и апокрифног источног хришћанског утицаја као богатог домаћег искуства и световног европског утицаја Грчке и Италије. Лечењем душевних болесника бавили су се народни видари, али и црква као институција државе. У манастирима и самостанима средњовековне Европе могу се наћи фреске на којим је приказано исцељење молитвом агитираних психичких болесника. 
Свети Кузман и Дамјан (Свети врачи) осим духовне димензије бавили су се и бесплатним лечењем свих пацијената. Прве организоване болничке установе, у чијем се раду јасно препознаје брига за душевно здравље, настају такође у манастирима (нпр у Хиландару 1198. године) а оснивани су и азили за убоге и немоћне и прихватилиште за ментално оболеле.
| „ | Доста од магијског утицаја видљиво је и у психотерапији, укључујући пре свега релацију између пацијента и психотерапеута. Тешко је повући границу између стручног и магијског мишљења и поступака у току психотерапијског процеса, када се психотерапеуту или методу који он примењује приписују чудесна лековита својства, која имају за последицу повлачење симптома или чак њихов нестанак (код конверзивних неуроза односно код хистеричних личности нижег образовног нивоа и иначе склонијих магијском размишљању). | ” |

Пракса је показала да је главни чинилац психотерапијског успеха вера у метод лечења или у личност психотерапеута, као што је у раније навођеним магијским радњама била кључна вера у Бога, у Дух или Вуду, односно убеђење у моћ магијских поступака којима се утиче на натприродне силе као главне „узроке“ психичких проблема. Бројни примери из праксе говоре да је успех психотерапије био већи код пацијента, који су одлазили код хоџа – магијских лекара који су успешно комбиновали саветовање са магијским ефектима сура из Курана (Röder, Opalić 1987; Opalić, Röder 1990). Иста искуства са сродном популацијом и врло сличним поступком имало је и низ других психотерапеута (Assion, Dana, Heinemann 1999).
У том смислу одговор на питање, које је давно у својој књизи „Етнопсихијатрија“ поставио Лаплантин (1973): „Да ли су шамани лекари и да ли је психоанализа магијско жртвовање?“ гласи: „Да, и једно и друго“. Зато доктор В. Јеротић у једном од својих дела наводи: „да свака добра психотерапија дотиче и ослобађа спиритуалне потребе пацијента и усмерава га ка вредностима које су блиске религиозним.“